# Gryazev-Shipunov GSh-30-2
Il Grjazev-Šipunov GŠ-30-2, citato anche come GSh-2-30 (in caratteri cirillici Грязева-Шипунова ГШ-2-30) è un cannone automatico a doppia canna funzionante per principio Gast sfruttando il rinculo senza bisogno di alimentazione elettrica, sviluppato in Unione Sovietica e prodotto dalla OAO ZiD, prevalentemente per essere installato su mezzi aerei.
Venne usato in due diverse versioni: come arma per i Mi-24 "F" e come cannone per i Su-25. È molto compatta e potente ed è la controparte del ben più pesante e ingombrante GAU-8 statunitense.
Le forze armate sovietiche e poi le forze armate russe lo usano anche nel sistema antiaereo 2S6 Tunguska in abbinamento ai missili SA-19 e le marine sovietiche e poi quella russa nel sistema di difesa di punto Kashtan.